# Chaumont Volley-Ball 52 Haute-Marne
Lo Chaumont Volley-Ball 52 Haute-Marne è una società pallavolistica maschile francese con sede a Chaumont; milita nel campionato di Ligue A.

## Storia
Il club viene fondato nel 1963 con il nome di ASPTT Chaumont dal presidente Robert Jeanmougin, militando stabilmente il Nationale 3; nel 1990 il presidente lascia l'incarico a favore di Martial Guillaume ed al termine della stagione 2002-03 il club viene promosso in Pro B: nello stesso 2003 viene cambiata la denominazione in Chaumont Volley-Ball 52 Haute-Marne.
Fino al termine della stagione 2011-12 la squadra milita nella seconda divisione del campionato francese, chiamata dal 2009 Ligue B: il secondo posto al termine della regular season e la vittoria dei play-off promozione contro il Saint-Nazaire Volley-Ball Atlantique, valgono la promozione in Ligue A.
Nella stagione 2012-13 lo Chaumont Volley-Ball 52 Haute-Marne fa il suo esordio nel massimo campionato francese, chiudendo la regular season al quarto posto e la fase dei play-off scudetto ai quarti di finale: tali risultati lo qualificano ad una competizione europea, ossia alla Challenge Cup 2013-14, terminata con l'uscita agli ottavi di finale contro l'Odbojkaški klub Crvena zvezda. Nell'annata 2016-17 si aggiudica il suo primo trofeo, ovvero la vittoria dello scudetto, seguito dal successo, ad inizio della stagione 2017-18, nella Supercoppa francese. Nella stagione 2021-22 conquista nuovamente la Supercoppa e, per la prima volta, la Coppa di Francia.

## Rosa 2024-2025
| N° | Nome              | Ruolo | Data di nascita   | Nazionalità sportiva |
| -- | ----------------- | ----- | ----------------- | -------------------- |
| 1  | Joseph Worsley    | P     | 16 giugno 1997    | Stati Uniti          |
| 2  | Théo Durand       | L     | 18 settembre 2000 | Francia              |
| 3  | Shane Holdaway    | C     | 1º agosto 1997    | Stati Uniti          |
| 4  | Mathis Henno      | S     | 25 febbraio 2005  | Francia              |
| 5  | Lohan Lefaivre    | S     | 12 novembre 2003  | Francia              |
| 7  | Niko Suihkonen    | S     | 11 aprile 1999    | Finlandia            |
| 8  | Cheikh Diop       | O     | 9 ottobre 2000    | Francia              |
| 9  | Pierre Toledo     | O     | 8 aprile 2000     | Francia              |
| 10 | Nathan Lietzke    | P     | 20 maggio 2001    | Stati Uniti          |
| 15 | Josef Polák       | C     | 11 febbraio 1999  | Rep. Ceca            |
| 16 | Lukas Maase       | C     | 28 agosto 1998    | Germania             |
| 17 | Jacob Pasteur     | S     | 5 giugno 2002     | Stati Uniti          |
| 19 | Sebastián Closter | L     | 13 maggio 1989    | Argentina            |

## Palmarès
- Campionato francese: 1

2016-17
- Coppa di Francia: 1

2021-22
- Supercoppa francese: 2

2017, 2021